# راكيل فيزكينو
راكيل فيزكينو (بالإسبانية: Raquel Vizcaíno)‏ مواليد 22 يونيو 1967، هي لاعبة كرة يد إسبانية سابقة. مثلت منتخب إسبانيا لكرة اليد للسيدات. شاركت في دورة الألعاب الأولمبية الصيفية سنة 1992.

## روابط خارجية
- راكيل فيزكينو على موقع أوليمبيديا (الإنجليزية)